# 에어 프랑스 HOP의 운항 노선
2017년 1월 기준으로 에어 프랑스 HOP는 다음과 같은 노선을 취항하고 있다.

## 운항 노선

### 서유럽
- 영국
  - 에든버러 - 에든버러 공항
  - 애버딘 - 애버딘 공항
- 프랑스
  - 파리 - 파리 샤를 드 골 국제공항 허브
  - 파리 - 파리 오를리 공항 허브
  - 니스 - 니스 코트다쥐르 국제공항 허브
  - 리옹 - 셍택쥐페리 국제공항 허브
  - 스트라스부르 - 스트라스부르 국제공항
  - 라니옹 - 코트디그래닛 공항
  - 라로셸 - 라로셸 일드레 공항
  - 마르세유 - 마르세유 프로방스 공항
  - 몽펠리에 - 몽펠리에 메디테라니 공항
  - 브리브라게야르드 - 수일락 공항
  - 비아리츠 - 비아리츠 공항 계졀편
  - 아작시오 - 아작시오 나폴레옹 보나파르트 공항
  - 아쟁 - 아쟁 라가렌 공항
  - 오리악 - 오리악 공항
  - 카스트르 - 카스트르 마자메트 공항
  - 캉 - 캉 카르피케 공항
  - 캥페르 - 캥페르 공항
  - 클레르몽페랑 - 클레르몽페랑 공항
  - 툴루즈 - 툴루즈 블라냑 공항
  - 페르피냥 - 페르피냥 공항 계졀편
  - 포 - 포 피레네 공항
  - 푸아티에 - 푸아티에 비아르 공항
- 독일
  - 뒤셀도르프 - 뒤셀도르프 국제공항
  - 슈투르가르트 - 슈투르가르트 공항
- 네덜란드
  - 암스테르담 - 암스테르담 스키폴 국제공항
- 룩셈부르크
  - 룩셈부르크 시티 - 룩셈부르크 핀델 국제공항
- 벨기에
  - 브뤼셀 - 브뤼셀 국제공항

### 남유럽
- 스페인
  - 바르셀로나 - 바르셀로나 엘프라트 국제공항
  - 빌바오 - 빌바오 공항
- 슬로베니아
  - 류블랴나 - 류블랴나 국제공항
- 크로아티아
  - 스플리트 - 스플리트 공항

### 동유럽
- 체코
  - 프라하 - 프라하 바츨라프 하벨 국제공항
- 헝가리
  - 부다페스트 - 부다페스트 페리 헤지 국제공항

### 북유럽
- 스웨덴
  - 예테보리 - 예테보리 란드베터 공항